# Cobra Command (1988)
Cobra Command (яп. コブラコマンド) — видеоигра в жанре горизонтального скролл-шутера, разработанная компанией Data East в 1988 году для аркадных автоматов и Famicom.

## Игровой процесс
Игра представляет собой горизонтальный скролл-шутер, в котором игрок управляет тяжёлым бронированным вертолётом. Цель игры пролететь через шесть этапов, уничтожая вражеские танки, пушки, подводные лодки и катера.
Миссии проходят на Суматре, Яве, Борнео, Южно-Китайском море, Сиаме и штаб-квартире противника.

## Портированная версия
Версия Cobra Command для NES была выпущена в том же году, что и аркадная, но в отличие от неё, экран NES-версии не прокручивается автоматически, а игровой процесс больше похож на Choplifter, поскольку главная цель каждого уровня — спасение всех заложников. Также на протяжении всей игры вертолёт игрока можно улучшать, приземляясь в определённые области.

## Оценки
Японский журнал Game Machine в своём выпуске от 15 октября 1988 года назвал игру шестой по успешности среди аркадных автоматов.